# Comité de Políticas de Desarrollo

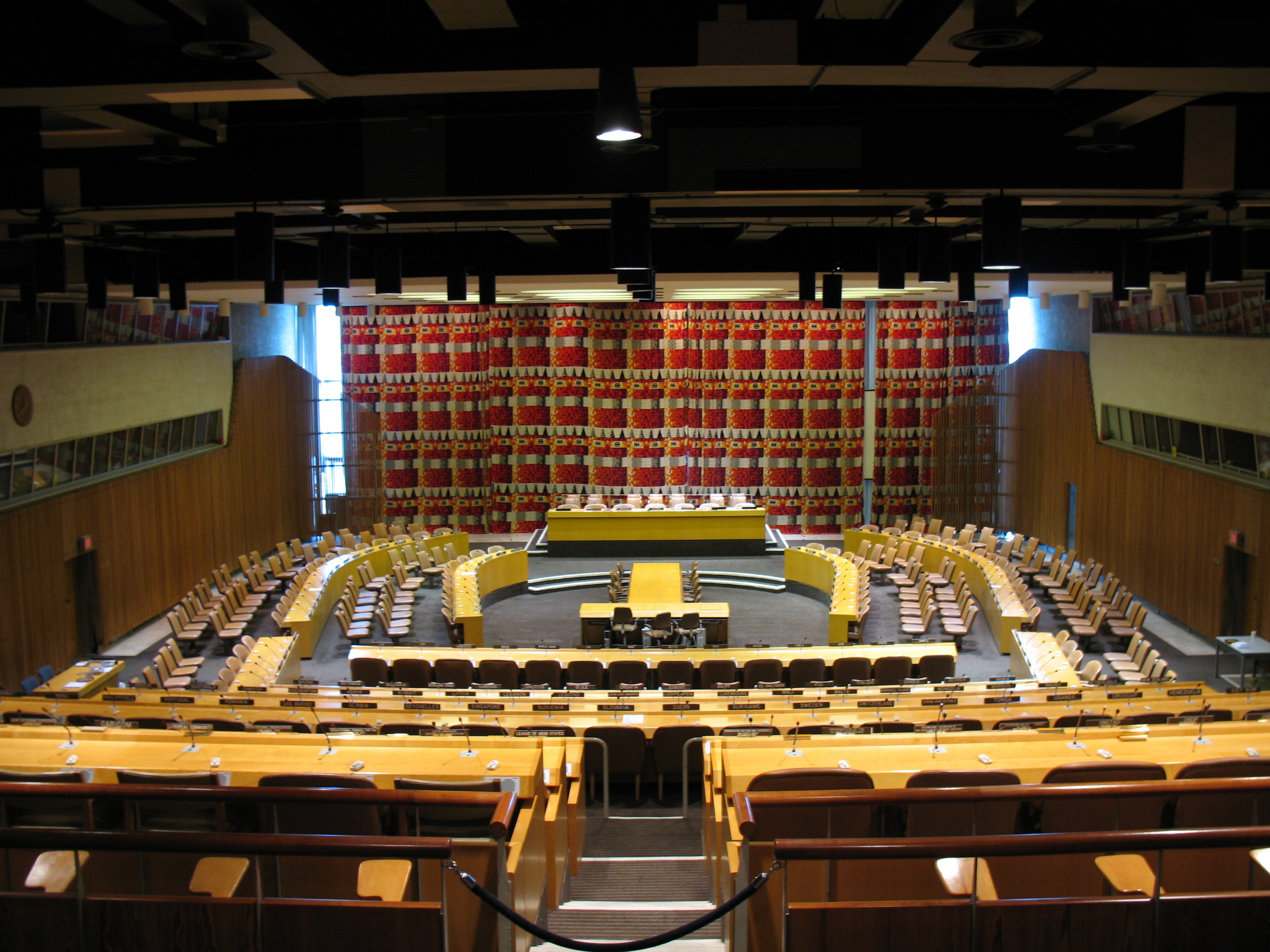
Sala del Consejo Económico y Social de las Naciones Unidas. Sede de la ONU, Nueva York. Arquitecto: Sven Markelius.

El Comité de Políticas de Desarrollo (CPD; en inglés: Committee for Development Policy) es un órgano consultivo del Consejo Económico y Social de las Naciones Unidas. La tarea del CPD es proporcionar asesoramiento independiente y profesional al Consejo sobre el funcionamiento de la política de cooperación internacional al desarrollo, cuáles son los efectos que tiene en los países receptores y de qué modo puede mejorarse la política para hacerla más efectiva. El CPD es el encargado de decidir qué países entran en la categoría de países menos desarrollados (PMD).
El Comité está compuesto por 24 miembros de todo el mundo, todos ellos especialistas en cooperación al desarrollo. Son propuestos directamente por el Secretario General de Naciones Unidas y ocupan el cargo durante períodos de 3 años renovables.

## Miembros
El último periodo de tres años comenzó el 1 de enero de 2016. Los miembros del Comité desde esa fecha son los siguientes:
- José Antonio Alonso (España)
- Giovanni Andrea Cornia (Italia)
- Le Dang Doanth (Vietnam)
- Diane Elson (Reino Unido)
- Marc Fleurbaey (Francia)
- Sakiko Fukuda-Parr (Japón)
- Ann Harrison (Estados Unidos)
- Rashid Hassan (Sudán)
- Stephan Klasen (Alemania)
- Keun Lee (Corea del Sur)
- Lu Aiguo (China)
- Vitalii A. Meliantsev (Rusia)
- Leticia Merino (México)
- Adil Najan (Pakistán)
- Leonce Ndikumana (Burundi)
- Keith Nurse (Trinidad y Tobago)
- José Antonio Ocampo (Colombia)
- Tea Petrin (Eslovenia)
- Pilar Romaguera (Chile)
- Onalenna Selolwane (Botsuana)
- Lindiwe Majele Sibanda (Zimbabue)
- Zenebework Tadesse (Etiopía)
- Dzodzi Tsikata (Ghana)
- Juree Vichit-Vadakan (Tailandia)